# 張國用
張國用（越南语：／；1797年—1864年），初名張慶（越南语：／），字國用（越南语：／），以字行，越南阮朝時期诗人、大臣。

## 生平
張國用是乂安鎮河華府石河縣豐富社（今屬河靜省石河縣石金社）人，西山朝景盛五年（1797年）出生。明命六年（1825年），參加乂安場鄉試，考中舉人第三名。明命十年（1829年），考中進士。授翰林院編修，累遷刑部郎中，後因事罷官，遣往吏部效力。
明命十四年（1833年），張國用起復為藩安鎮軍次司務，後為禮部員外郎，累任廣義、興二省按察使。紹治初年，改任禮部左侍郎，轉任吏、刑、工三部。紹治六年（1846年），署理工部左參知。嗣德元年（1848年），充經筵講官欽天監兼都察院印篆，後任刑部尚書充國史館總裁，留心朝廷典章制度。嗣德十五年（1862年），海陽省盜賊圍困省城，嗣德帝派遣張國用為海安統督軍務大臣，督軍討賊。張國用連出奇兵，大破群賊。嗣德十六年（1863年），進協辦大學士，統領軍務。嗣德十七年（1864年），在廣安省與賊作戰失利，張國用與參贊文德奎、贊襄陳輝珊等人被殺。嗣德帝追贈張國用為東閣大學士。嗣德三十三年（1881年），列祀忠義祠。

## 著作
張國用留心越南歷代典故，著有《退食記聞》（又名《公暇記聞》）。 

## 家庭
有1子張國瓘，考中舉人。